# 14th Street, Manhattan

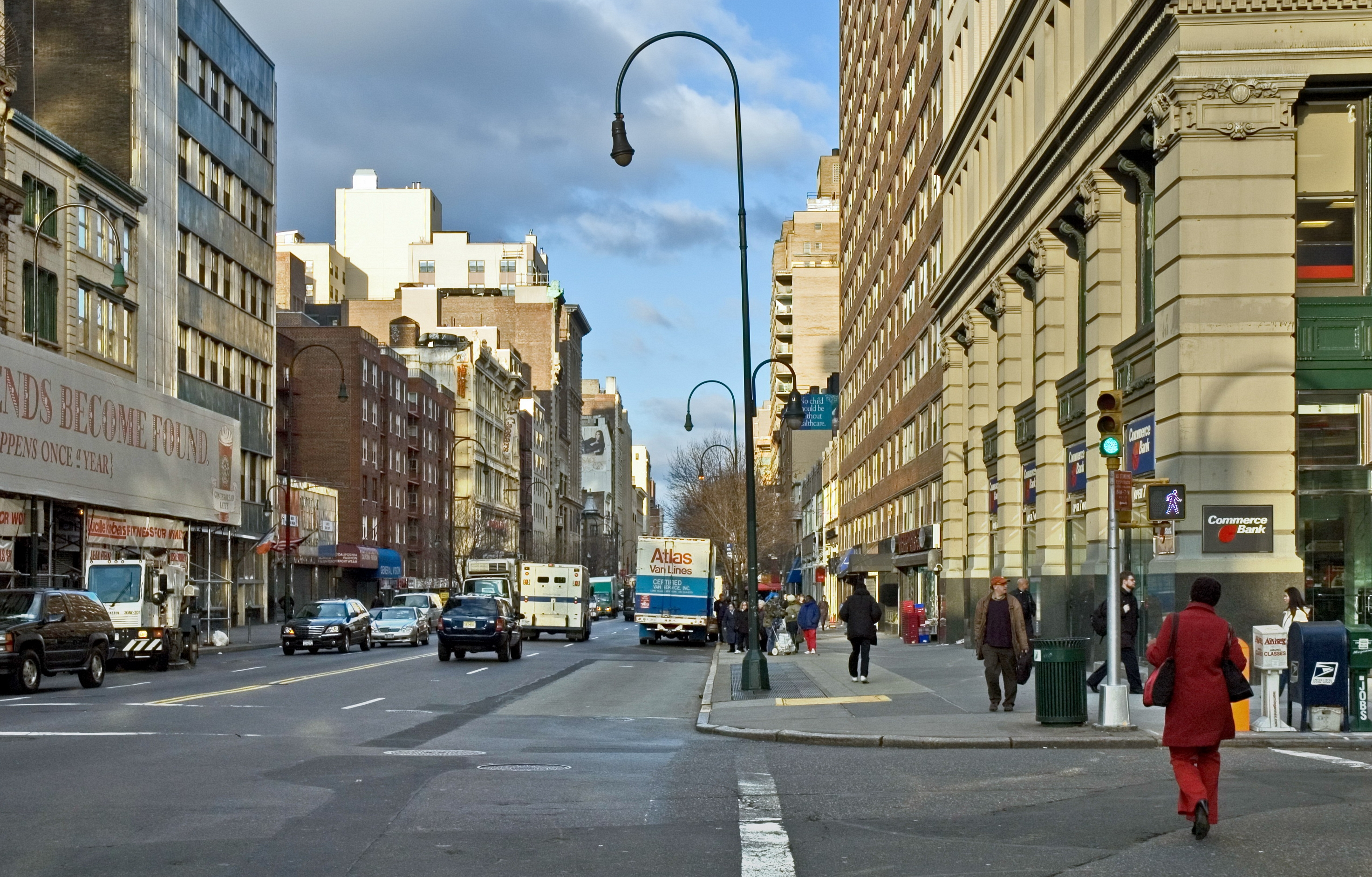
14th Street mot väst från Fifth Avenue

14th Street är en viktig öst-västgående genomfart på Manhattan i New York. Förr var det här ett exklusivt läge men nu har den förlorat mycket av sitt rykte då staden har växt norrut. 14th Street bildar den södra gränsen till Union Square. Den betraktas också att vara den norra gränsen av Greenwich Village och East Village, och den södra av Chelsea, Flatiron/Lower Midtown, och Gramercy.